# Карапиалис, Вассилис
Вассилиос Карапиалис (род. 13 июня 1965 года в Ларисе) — греческий футболист, выступавший на позиции атакующего полузащитника. Известен по выступлениям за «Ларису», «Олимпиакос» и сборную Греции. Считается одним из лучших греческих полузащитников в истории наряду с Василисом Цартасом.

## Молодёжная карьера
Карапиалис родился в Ларисе, начинал играть в футбол на уличных площадках. Школа не была столь важна для него. В возрасте 14 лет, в 1979 году он вступил в молодёжный состав «Токсотис Лариса». В «Токсотисе» Карапиалис познакомился с Йоргосом Агорояннисом, с которым позже выступал за «Ларису». Благодаря хорошим навыкам через год Карапиалис перешёл в первую команду «Токсотиса». Он хорошо выступал за «Токсотис» в Любительской лиге Ларисы и вызвал интерес команд высшей лиги. В 1984 году ОФИ предложил за него «Токсотису» 2,1 миллиона греческих драхм (почти 6200 евро), но Карапиалис не хотел покидать свой родной город и отказался от перехода. Его мечтой было играть за главный клуб города, «Ларису». После 1984/85 сезона с «Токсотисом», когда он забил 30 голов, играя на позиции полузащитника, его мечта сбылась.

## Клубная карьера

### «Лариса»
Когда в 1985 году Карапиалис перешёл в «Ларису» за 1 миллион греческих драхм (сразу после первого в истории клуба кубка Греции), он стал очень популярным среди болельщиков. Вскоре у него появился собственный фан-клуб, который каждую неделю следил за его игрой с баннером «Карапиалис, ты волшебный». В течение первых двух сезонов Карапиалис обычно выходил на замены. Когда он сумел стать основным игроком в сезоне 1987/88, «Лариса» выиграла единственный чемпионат Греции в истории клуба, а Карапиалис стал самым ценным игроком сезона.
Следующие сезоны ознаменовались спадом для «Ларисы», так как клуб столкнулся с серьёзными финансовыми проблемами. Через три сезона после чемпионства Карапиалис покинул «Ларису», перейдя в самый успешный греческий клуб, «Олимпиакос».

### «Олимпиакос»
В 1991 году в летнее межсезонье Карапиалис подписал контракт с «Олимпиакосом», болельщики позитивно восприняли приход игрока. Дебютировал он в матче против афинского АЕКа, «Олимпиакос» выиграл со счётом 4:2 благодаря хет-трику Олега Протасова. Карапиалис быстро стал лидером красно-белых благодаря своей агрессивности, ловкости, высокой технике и опыту. В первые пять сезонов «Олимпиакос» выиграл только один кубок Греции, но следующие четыре прошли значительно лучше: клуб четыре раза становился чемпионом, выиграл один кубок и Суперкубок.
В мае 2000 года Карапиалис объявил о своём уходе из профессионального футбола. В том же году он был признан третьим лучшим профессиональным футболистом в истории Греции (футбол стал профессионалом в Греции после 1979 года), уступив лишь Василису Хадзипанагису и Димитрису Саравакосу. Он считается одним из лучших атакующих полузащитников в истории «Олимпиакоса» наряду с Георгиосом Деликарисом.

## Международная карьера
Карапиалис сыграл в 21 матче за сборную Греции с 1988 по 1994 год.
Хотя Карапиалис был весьма талантливым, он сыграл только 21 матч за сборную и забил 2 гола. Он не часто вызывался в команду, когда играл за «Ларису», так как тренеры привыкли вызывать игроков только из «Олимпиакоса», АЕКа, «Панатинаикоса» и ПАОКа и на их основе формировать состав. Провинциальные команды, такие как «Лариса», были недовольны тем, что их хорошие игроки, такие как Карапиалис, не вызывались в сборную только потому, что они не играли в именитых клубах.
Однако, даже будучи игроком «Олимпиакоса», Карапиалис не попал в состав на чемпионат мира по футболу 1994. Он чувствовал себя оскорблённым и объявил о своём уходе со сборной.

## Достижения
«Лариса»
- Чемпионат Греции: 1988

«Олимпиакос»
- Чемпионат Греции: 1997, 1998, 1999, 2000
- Кубок Греции: 1999
- Суперкубок Греции: 1992